# Лор Маноду
Лор Маноду́ (фр. Laure Manaudou, 9 жовтня 1986) — французька плавчиня, олімпійська чемпіонка.

## Виступи на Олімпіадах
| Олімпіада   | Дисципліна                            | Місце |
| ----------- | ------------------------------------- | ----- |
| Афіни 2004  | плавання на 400 метрів вільним стилем | 1     |
| Афіни 2004  | плавання на 800 метрів вільним стилем | 2     |
| Афіни 2004  | плавання на 100 метрів на спині       | 3     |
| Пекін 2008  | плавання на 400 метрів вільним стилем | 8     |
| Пекін 2008  | плавання на 100 метрів на спині       | 7     |
| Пекін 2008  | плавання на 200 метрів на спині       | 15    |
| Лондон 2012 | плавання на 100 метрів на спині       | 22    |
| Лондон 2012 | плавання на 200 метрів на спині       | 30    |
| Лондон 2012 | комплексна естафета 4 × 100           | 14    |

## Зовнішні посилання
- Досьє на sport.references.com [Архівовано 3 червня 2009 у Wayback Machine.]

1. 1 2  Olympedia — 2006.